# Guerra de les Vespres Sicilianes
La Guerra de Sicília o Guerra de les Vespres Sicilianes fou un llarg conflicte pel domini del Regne de Sicília i el control naval de la Mediterrània que tingué lloc entre els anys 1282 i 1302. La primera part de la guerra fou entre la Corona d'Aragó i la casa d'Anjou (1282-1294) –hi posà fi la Pau d'Anagni– i la segona entre la Corona d'Aragó i el Regne de Nàpols contra el Regne de Sicília (1296-1302) –període finalitzat amb la Pau de Caltabellotta.
La guerra, que començà amb la insurrecció de les Vespres Sicilianes, es va lluitar a Sicília, la Corona d'Aragó (la Croada contra la Corona d'Aragó) i en altres llocs de la Mediterrània occidental entre el rei de Catalunya d'una banda i de l'altra banda l'angeví Carles d'Anjou, el seu fill Carles II, els reis de França amb el papat, Jaume II de Mallorca i els nobles aragonesos de Saragossa, Osca i Terol, que no van voler pagar l'impost de bovatge com havia passat a la conquesta de Múrcia i es van posar del costat dels Anjou, conquerint Sicília Pere el Gran únicament com rei de Catalunya i València. La guerra va donar lloc a la divisió de l'antic Regne de Sicília; a Caltabellotta, Carles II va ser confirmat com a rei dels territoris peninsulars del Regne de Sicília a l'altra banda de l'estret (és a dir, Nàpols), mentre que Frederic III fill de Pere el Gran va ser confirmat com a rei dels territoris insulars del Regne de Sicília, és a dir, Trinàcria.

## Rerefons
Sicília havia format part d'un Regne de Sicília que també abastava el sud de la península Itàlica, des de principis del segle XII, quan Roger II de Sicília va derrotar els barons italians continentals i va ser elegit rei pel papa. El seu regnat havia estat heretat per Frederic II de Sicília, el fill del qual Manfred va ser derrocat per la invasió francesa de Carles I d'Anjou el 1266. El domini francès aviat va assumir un caràcter repressiu i ferotge.
El Dilluns de Pasqua de 1282, a l'església de l'Esperit Sant als afores de Palerm, a la pregària del vespre (d'aquí el nom de vespres), un francès va assetjar una dona siciliana. Els historiadors difereixen en els detalls que va suposar l'assetjament, de qui era la dona i de qui era el francès.
Aquest únic esdeveniment va provocar la matança de quatre mil francesos al llarg de les sis setmanes següents. El rei de Sicília en aquell moment, Carles I, era angeví, i els seus seguidors francesos van tenir el llegat de maltractar els nadius de Sicília, sobretot mentre Carles estava fora en una de les seves moltes absències. Només uns quants funcionaris destacats per la seva bona conducta es van salvar; i la ciutat de Messina va aguantar Carles. Però per errors diplomàtics del vicari Herbert d'Orleans, Messina es va revoltar el 28 d'abril sota el comandament del capità del poble Alaimo da Lentini. Herbert es va retirar al castell de Mategriffon i la flota papal-angevina estacionada al port va ser cremada.
El metge Joan de Pròixida va actuar en nom de Pere el Gran hereu de Manfred en dret de la seva dona. Joan havia estat un servidor lleial de Manfred i havia fugit a Catalunya després de l'èxit de Carles a Tagliacozzo. Joan va viatjar a Sicília per despertar el descontentament a favor de Pere i d'allí a Constantinoble per obtenir el suport de Miquel VIII Paleòleg. Miquel es va negar a ajudar el rei aragonès sense l'aprovació papal i, per això, Joan va viatjar a Roma i allí va obtenir el consentiment del papa Nicolau III, que temia l'ascens de Carles al Mezzogiorno. Joan de Procida va tornar llavors a Barcelona i el papa va morir prompte, per ser substituït per Simon de Brie, francès i aliat de Carles.

## Invasió catalana d'Itàlia

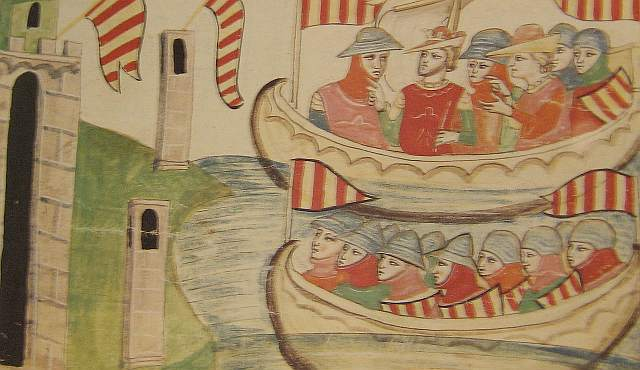
Pere el Gran desembarca a Trapani

Poc després de les mateixes Vespres, els sicilians es van dirigir a Pere el Gran perquè els alliberés del domini francès. Una flota catalana sota el mateix Pere havia desembarcat a Collo, ara a l'est d'Algèria, i a aquestes tropes els sicilians van enviar emissaris. A Pere se li va oferir el tron de Sicília i ell el va acceptar. Simon de Brie, que havia pres el nom de papa Martí IV, s'havia negat mentrestant a ajudar les comunes sicilianes i els rebels foren excomunicats, igual que l'emperador romà d'Orient i els gibel·lins del nord d'Itàlia.
Carles va reunir les seves forces, abandonant les esperances de la croada papal, a Calàbria, va fer un desembarcament prop de Messina i va començar un setge. Cinc mesos després de les Vespres, el 30 d'agost, Pere va desembarcar a Trapani. Va marxar ràpidament a Palerm i, el 4 de setembre, va rebre l'homenatge dels sicilians i va confirmar els seus antics privilegis. Només la vacant del bisbe de l'arxidiòcesi palermitana va impedir una coronació. Carles encara estava assetjant Messina quan les forces de Pere el van trobar per primera vegada. Charles es va veure obligat a desallotjar l'illa a finals d'octubre i es va veure restringit al continent. Aleshores. El 18 de novembre de 1283, el papa va excomunicar el rei català i el va privar de la part aragonesa del seu regne Saragossa, Osca i Terol que es van posar del costat dels Anjou.
Pere va aprofitar el seu avantatge i el febrer de 1283 ja havia ocupat la major part de la costa de Calàbria. Charles, potser sentint-se desesperat, va enviar cartes a Pere exigint que resolguessin el conflicte mitjançant un combat personal. L'invasor va acceptar i Carles va tornar a França per organitzar el duel. Tots dos reis van escollir sis cavallers per resoldre qüestions de llocs i dates. L'1 de juny estava previst un duel a Bordeus. Un centenar de cavallers acompanyarien cada bàndol i Eduard I d'Anglaterra adjudicaria el concurs; el rei anglès, fent cas del papa, es va negar a participar-hi. Pere va deixar Joan de Procida a càrrec de Sicília i va tornar pel seu propi regne a Bordeus, on va entrar disfressat per evadir una sospita d'emboscada francesa. No cal dir que mai no hi va haver combat i Pere va tornar a una Espanya molt problemàtica.
Mentre Pere i Carles havien estat perseguint justícia en duel a França, l'almirall català Roger de Llúria va continuar la guerra a Itàlia en nom de Pere. Havia estat arrasant la costa calabresa i mantenint una forta presència naval. Carles va marxar de Bordeus cap a la Provença i allí va enviar una flota cap a Nàpols (la seva capital a Itàlia en aquell moment i per a la resta de la seva dinastia). Roger va prendre Malta i va derrotar la flota angevina-provençal prop de les illes a la batalla de Malta. Roger va fer fora del port de Nàpols Carles el Coix, fill i hereu del rei napolità i del príncep de Salern. Roger el va derrotar completament a alta mar, destruint tota la marina angevina a la batalla del golf de Nàpols. Roger va portar el príncep i 42 vaixells captius a Messina. Carles el Vell va arribar a Itàlia en aquella època, però va morir poc després el 1285 i la guerra a Itàlia es va aturar per manca de lideratge d'ambdós bàndols: el successor de Carles estava encadenat i Pere s'enfrontava a una nova amenaça, la croada anticatalana.

## Croada contra la Corona d'Aragó
L'any 1284, el papa Martí va concedir el regne d'Aragó a Carles, comte de Valois, germà del rei francès i nebot gran de Carles de Sicília. Sanció papal se li va donar a una guerra –croada– que l'historiador HJ Chaytor descriu com "potser l'empresa més injusta, innecessària i desastrosa mai duta a terme per la monarquia dels Capets". Mentre Roger de Llúria encara consolidava els guanys de Pere a Sicília i Calàbria, el mateix Pere havia entrat a França clandestinament per enfrontar-se a Carles, però, en fracàs, va tornar als seus dominis ibèrics, mentre Carles va tornar a entrar a Itàlia, on va morir.
Pere estava tractant amb disturbis domèstics en el moment en què els francesos es preparaven per envair. Va prendre Albarrasí del noble rebel Joan I Nunyez de Lara, va renovar l'aliança amb Sanç IV de Castella i va atacar Tudela per intentar impedir el rei de Navarra, Felip I, que era fill del rei francès, Felip III l'Atrevit, d'envair en aquest front.
El 1283, el germà de Pere, el rei Jaume II de Mallorca, es va unir als francesos que van reconèixer la seva sobirania sobre Montpeller donant-los el pas lliure per les Illes Balears i el Rosselló . Jaume també havia heretat el comtat del Rosselló i així es va situar entre els dominis dels monarques francesos i catalans. Pere s'havia oposat a l'herència de Jaume com a fill petit i va collir les conseqüències d'aquesta rivalitat a la croada. El 1284, els primers exèrcits francesos sota el rei Felip i el comte Carles van entrar al Rosselló. Inclouen 16.000 cavallers, 17.000 ballestes i 100.000 infants, juntament amb 100 vaixells als ports del sud de França. Encara que els francesos tenien el suport de James, la població local es va aixecar contra ells. La ciutat d'Elna va ser valentament defensada per l'anomenat bastard de Rosselló, fill il·legítim de Nuño Sánchez, difunt comte del Rosselló (1212-1242). Finalment va ser vençut i la catedral va ser cremada, després de la qual cosa les forces reials van continuar el seu avanç.
L'any 1285 Felip es va atrinxerar davant Girona per intentar assetjar-la. Malgrat una forta resistència, la ciutat va ser presa. Charles hi va ser coronat, però sense una corona reial. Els francesos van experimentar aviat una inversió, però, de la mà de Roger de Llúria, de tornada del teatre italià del prolongat conflicte. La flota francesa fou derrotada i destruïda a la batalla naval de les Formigues. A més el camp francès va ser afectat durament per una epidèmia de disenteria, i Philippe mateix va ser afligit. L'hereu al tron francès, el rei de Navarra, va obrir negociacions amb Pere per al lliure pas de la família reial pels Pirineus. Però a les tropes no se'ls va oferir aquest pas i van ser devastades a la batalla del coll de Panissars. El mateix rei de França va morir a Perpinyà, la capital de Jaume de Mallorca, que havia fugit atemorit després d'haver estat confrontat per Pere, i va ser enterrat a Narbona.
Pere va morir el 2 de novembre de 1285, el mateix any que els seus dos enemics reials, Carles i Felip. La seva absolució del llit de mort es va produir després que va declarar que les seves conquestes havien estat en nom de les seves reivindicacions familiars i mai contra les reclamacions de l'església. Després d'uns anys més de guerra general, marcats per la batalla dels Comtes el 23 de juny de 1287, on els angevins van ser derrotats prop de Nàpols, el Tractat de Tarascó de 1291 va restituir oficialment Catalunya al seu hereu, Alfons, i va aixecar la prohibició de l'Església.

## Sicília contra Nàpols i Catalunya
El germà d'Alfons, Jaume el Just, va heretar la Corona d'Aragó i va unir els dos regnes, el d'Aragó i el de Sicília. El 1295, Jaume va signar el Tractat d'Anagni pel qual va lliurar Sicília al papat, i el papa Bonifaci VIII la va concedir a Carles d'Anjou. El tercer fill de Pere el Gran, Frederic, el regent de Sicília, es va negar a acceptar el tractat –igual que la població siciliana– i el van proclamar rei. Amb això es va renovar la guerra entre la Sicília catalana i el Nàpols angeví, és a dir, entre Frederic i Carles.
El tractat, però, obligava Jaume a entrar en la guerra en ajuda de Carles per a conquerir Sicília, i va enviar la seva flota des de Catalunya per assetjar les costes del seu germà Frederic. Aquest va passar a l'ofensiva ràpidament i va envair Calàbria el 1296: es va apoderar de diverses ciutats, va encoratjar la revolta a Nàpols, va negociar amb els gibel·lins de Toscana i Llombardia i va assistir la casa de Colonna contra el Papa.
Jaume va estar molt serè a l'hora de complir la seva part del tractat de 1295 i de fer complir la pau amb el suport de Joan de Pròixida i Roger de Llúria. El 4 de juliol de 1299, el mateix Jaume va dirigir la seva flota amb Roger de Llúria i va derrotar el seu germà a la batalla del cap d'Orlando. Mentrestant, els fills de Carles, Robert i Felip, havien desembarcat a Sicília i havien capturat Catània. Felip es va traslladar a Trapani i la va assetjar, però fou derrotat i capturat per Frederic a la batalla de Falconara. El 14 de juny de 1300, Roger de Llúria va derrotar de nou els sicilians a la batalla de Ponça amb l'exèrcit angeví, i el mateix Frederic va ser capturat a la batalla.
El 1302, Carles de Valois va baixar a Itàlia a instàncies del papa Bonifaci. Va desembarcar a Sicília, però el seu exèrcit va ser devastat per la pesta i obligat a demanar la pau. El 19 d'agost es va signar la Pau de Caltabellotta i Frederic va ser reconegut com a rei de Sicília, amb el títol de rei de Trinàcria, mentre que Carles va ser reconegut com a rei de la península, amb el títol de rei de Sicília, normalment convertit pels historiadors com a rei de Nàpols.

## Cultura popular
- L'obra francesa de 1838 Les vêpres siciliennes fou escrita per Eugène Scribe i Charles Duveyrier; el 1855 Giuseppe Verdi la la va musicar com l'òpera I vespri siciliani, i el 1949 es va estrenar una pel·lícula italiana Sicilian Uprising, dirigida per Giorgio Pastina.
- Una teoria popular sosté que la màfia va començar amb les Vespres Sicilianes i és una abreviatura de Morte Alla Francia Italia Anelia! ('La mort dels francesos és el crit d'Itàlia!').[6] Tanmateix, això és molt poc probable, ja que els sicilians no es consideraven italians al segle xiii. La primera referència al terme màfia data de 1862.[6]